# تيريزا غونزاليس دي فانينج
تيريزا غونزاليس دي فانينج (بالإسبانية: Teresa González de Fanning)‏ هي كاتِبة وصحفية بيروفية، ولدت في 12 أغسطس 1836 في Nepeña District ‏ في بيرو، وتوفيت في 7 أبريل 1918 في مقاطعة ميرافلوريس، ليما في بيرو.